# 克雷格維爾 (明尼蘇達州)
克雷格維爾（英語：Craigville）是位於美國明尼蘇達州康契欽縣的一個非建制地區。

## 地理
克雷格維爾所處的海拔為高於海平面384米（即1260英呎），而該地所採用的時區為UTC-6，即北美中部時區（CST）。同時該地設有夏令時間，為UTC-6調快一小時，即UTC-5（CDT）。